# Zemlya Frantsa-Iosifa

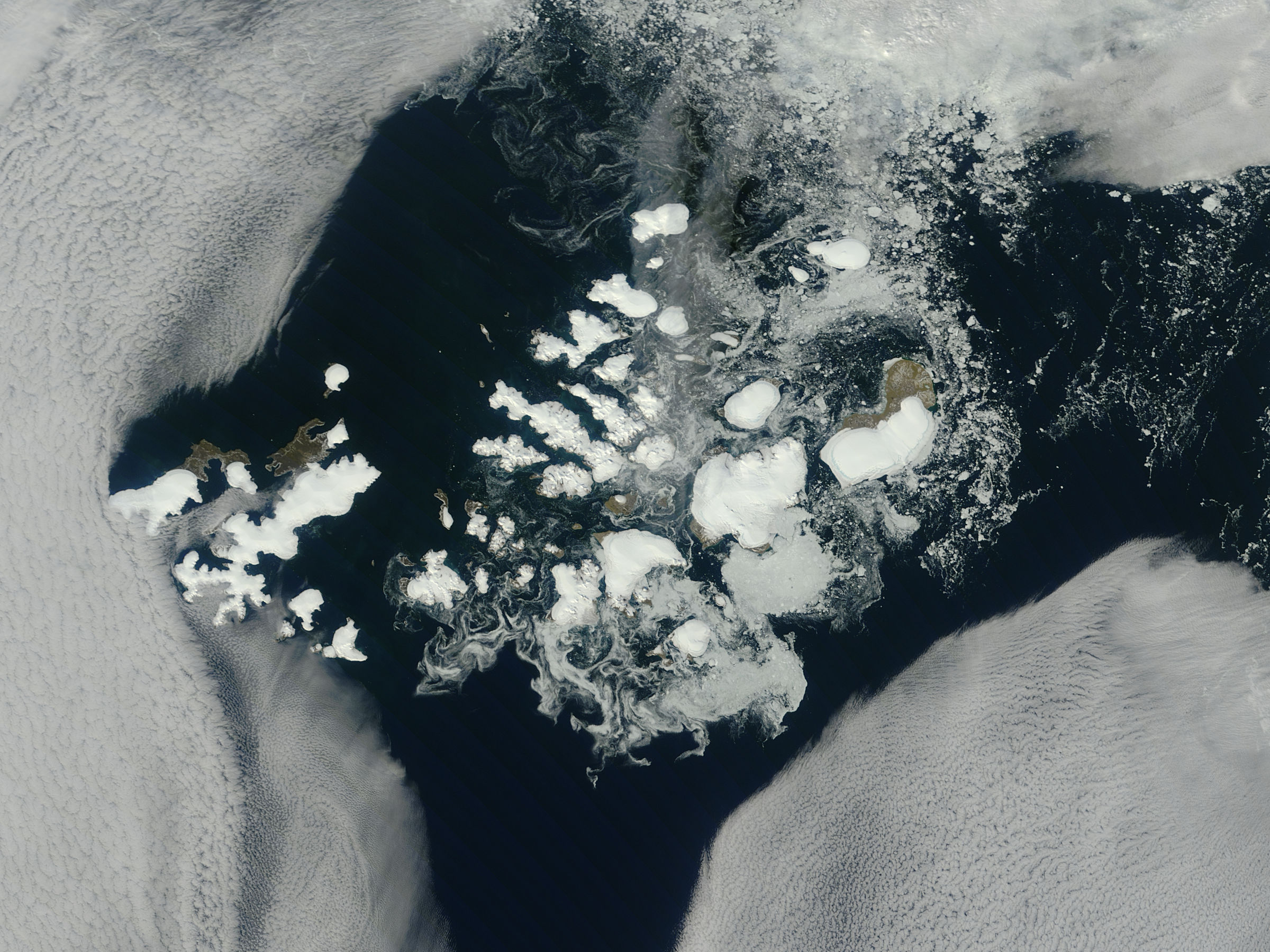
Zemlya Frantsa-Iosifa, Ảnh vệ tinh của NASA, tháng 8 năm 2011.

Zemlya Frantsa-Iosifa, (tiếng Nga: Земля Франца-Иосифа, Zemlya Frantsa-Iosifa) hay Đất Franz Josef theo tiếng Anh: Franz Josef Land là một quần đảo nằm tại cực bắc của Nga. Hòn đảo nằm ở Bắc Băng Dương, phía bắc của Novaya Zemlya và phía đông của Svalbard, và là một phần của tỉnh Arkhangelsk. Zemlya Frantsa-Iosifa gồm có 191 hòn đảo bị băng bao phủ với tổng diện tích 16.134 km2 (6.229 dặm vuông Anh). Quần đảo không có cư dân bản địa song có một số khu định cư được xây từ thời Liên Xô. Rất ít đảo tại Franz Josef Land có tên tiếng Nga. Hầu hết chúng có nguồn gốc Đức, Anh, Mỹ, Ý hay Na Uy.
Nằm ở vĩ độ từ 80,0° đến 81,9° Bắc, đây là nhóm đảo cực bắc gắn liền với lục địa Á-Âu. Đỉnh cực bắc của quần đảo là Mũi Fligely trên đảo Rudolf. Quần đảo chỉ cách Bắc cực 900 đến 1.110 km (560 đến 690 dặm), và hòn đảo cực bắc của nhóm là đảo gần bắc cực thứ ba sau Ellesmere của Canada và Greenland.
Quần đảo này có thể đã được tàu săn hải cẩu Na Uy Nils Fredrik Rønnbeck và Aidijärvi khi đi dọc theo Spidsbergen năm 1865, theo tài liệu, họ đã đi về phía đông của Svalbard cho đến khi tới một vùng đất mới, ký hiệu nó là Nordøst-Spitsbergen (Spitsbergen là tên dương thời của Svalbard). Không rõ họ có lên bờ không, và các hòn đảo mới nhanh chóng bị lãng quên sau đó.
Việc phát hiến ra đảo được công nhận chính thức là diễn ra năm 1873 bởi Đoàn thám hiếm Bắc Cực Áo-Hung do nhà thám hiểm địa cực Julius von Payer và Karl Weyprecht dẫn đầu. Họ đặt tên cho quần đảo theo hoàng đế Áo-Hung Franz Joseph I. Do đây là một cuộc thám hiểm tư nhân và không chính thức, các hòn đảo này đã không phải là một phần của Áo-Hung.
Năm 1926, các đảo được Liên Xô chiếm giữ, và một vài người đã định cư trên quần đảo với các mục đích nghiên cứu và quân sự. Các tàu chỉ có thể tiếp cận trong một vài tuần vào mùa hè và cần một giấy phép đặc biệt để đến thăm đảo.

## Lịch sử
Cuộc thám hiểm được công nhận đầu tiên đối với quần đảo đã được tiến hành vào năm 1873 bởi các nhà thám hiểm Karl Weyprecht và Julius von Payer của Đoàn thám hiếm Bắc Cực Áo-Hung, trong khi các tàu của họ bị tắc trong băng khi tìm một tuyến đường đông bắc để sang phương Đông. Sau khi thám hiểm phần phía nam của quần đảo, họ đã lấy tên của hoàng đế Áo-Hung là Franz Joseph I để đặt cho quần đảo nhằm bày tỏ lòng tôn kính. Những người Na Uy tên là Fridtjof Nansen và Hjalmar Johansen đã đi qua quần đảo vào khoảng năm 1895–96 sau khi hủy bỏ nỗ lực tiếp cận vùng cực. Với sự trung hợp ngẫu nhiên, họ gặp nhà thám hiểm người Anh là Frederick George Jackson tại đảo Northbrook vào năm 1896.
Năm 1914, một nhà hàng hải người Nga Valerian Albanov cùng một thủy thủ của ông là Alexander Konrad, là những người sống sót duy nhất trong đoàn thám hiểm xấu số Georgy Brusilov tại mũi Flora trên đảo Northbrook, nơi họ biết rằng Frederick George Jackson đa xd]j phòng và xây một túp lều trong một cuộc thám hiểm trước. Albanov và Konrad đã được tàu Saint Foka của Georgy Sedov giải cứu kịp thời, trong khi họ đang chuẩn bị để ứng phó với mùa đông. Cảng ngộ tuyệt vọng của họ được chép trong cuốn nhật ký được xuất bản của Albanov, Trên vùng Đất của Cái Chết trắng.
Với việc đưa vào các thuyền động cơ hơi nước lớn hơn, một số cuộc thám hiểm đã được tiến hành tại quần đảo từ các thập kỷ cuối của thế kỷ 19, với trên 80% xuất phát từ Na Uy. Vào cuối thập kỷ 1920, cả Liên Xô và Na Uy đều tuyên bố chủ quyền đối với quần đảo. Ngươì Na Uy gọi quần đảo là "Fridtjof Nansen Land". Liên Xô tuyên bố chủ quyền một hình quạt trong vùng Bắc Cực và bao gồm cả Zemlya Frantsa-Iosifa và đảo Victoria trong một sắc lệnh vào ngày 15 tháng 4 năm 1926. Na Uy được thông báo vào ngày 6 tháng 5 và chính thức phản đối vào ngày 19 tháng 12, tranh cãi về tuyên bố của Liên Xô.
Trong những năm sau, chính quyền Na Uuy đặt nhiều nỗ lực và việc giành lại đảo Victoria và Zemlya Frantsa-Iosifa. Năm 1929, Lars Christensen của Sandefjord, một ông trùm săn cá voi đã thám hiểm và sáp nhập đảo Bouvet và đảo Peter I ở Nam Cực, đã tài trợ cho một cuộc thám hiểm của hai tàu lớn, S/S Torsnes và M/C Hvalrossen. Sau khi khởi hành từ Tromsø, thủy thủ đoàn nhận được hướng dẫn chi tiết để dựng nên một trạm vô tuyến điện trân đất Franz Josef, và cũng tuyến bố chủ quyền với đảo Victoria nhân danh Christensen. Mục tiêu là để giành được chỗ đứng pháp lý trên một phần quần đảo trước Liên Xô. Đoàn thám hiểm đã không tiếp cận được đất Franz Josef Land do thời tiết băng giá gay gắt, và trong khi chờ đợi thời tiết tốt hơn, họ đã bị tàu phá băng Georgij Sedov của Xô viết vượt qua.
Ngày 29 tháng 7 năm 1929, Giáo sư Schmidt của đoàn thám hiểm Sedov đã dương quốc kỳ Xô viết tại vịnh Tikaya, đảo Hooker, và tuyên bố rằng Zemlya Frantsa-Iosifa là một phần lãnh thổ Liên Xô. Na Uy đã không chính thức tranh cãi về việc Liên Xô sáp nhập Đất Franz Josef, song vẫn tiếp tục các nỗ lực của mình trên vấn đề đảo Victoria. Tranh chấp đảo Victoria kết thúc khi Liên Xô sáp nhập đảo vào năm 1932.
Tháng 7 năm 1931, một khí cầu Đức đã đánh dấu một sự kiện quan trọng trong thám hiểm địa cực Nga.  Graf Zeppelin đi từ Berlin đến đảo Hooker, qua Leningrad (St. Petersburg). Nó giao 300 kg (650 lbs) thư kỉ niệm và gặp tàu phá băng Malygin. Sau khi bày về phía đôn dọc theo vĩ tuyến 81 đến Severnaya Zemlya, khí cầu trở lại đảo Hooker và bắt đầu một cuộc khảo sát từ trên không đối với quần đảo, bay xa về phía bắc đến đảo Rudolf.
Trong những năm Chiến tranh Lạnh, các vùng cực là vùng đệm nóng bỏng giữa Liên Xô và Hoa Kỳ, và nhiều điểm ở Bắc Cực trở thành Arctic các vị trí chiến lược cực kỳ quan trọng. Quần đảo được tuyên bố là một khu an ninh quốc gia từ thập niên 1930 cho đến khi Liên Xô sụp đổ vào năm 1991, và do đó hạn chế người nước ngoài tiếp xúc. Một sân được xây ở Greem Bell được phục vụ như một căn cứ cho các máy bay ném bom của Liên Xô, và các lần tập dượt thường diễn ra giữa Đất Franz Josef, lục địa và Novaya Zemlya. Mặc dù quần đảo là một điểm quân sự nhạy cảm song đã có một tàu du lịch đến thăm vào năm 1971.
Năm 2005, nhà địa lý học người Áo Christoph Höbenreich đã dẫn đầu đoàn thám hiểm Payer-Weyprecht-Memorial đến Zemlya Frantsa-Iosifa. Giáo hội Chính thống giáo Nga có kế hoạch xây một nhà thờ cực bắc của thế giới tại Franz Joseph. Nó được đặt theo tên của Thánh. Nicholas. Thông báo của Giám mục Tikhon ở Arkhangelsk và Kholmogory vào tháng 8 năm 2007.

## Địa lý
Zemlya Frantsa-Iosifa là một quần đảo núi lửa, gồm có các đá bazan phân đại Đệ tam và kỷ Jura, mặc dù hầu như được băng bao phủ song đảo có một số phần lồi lên được phủ rêu. Phần đông bắc của quần bị khóa quanh năm trong một túi băng; tuy nhiên băng thỉnh thoảng rút về phía bắc trong mùa hè. Đỉnh cực bắc của quần đảo, và của toàn bộ châu Âu, là Mys Fligely (Điểm Fligely), tại Ostrov Rudol'fa, vỡi vĩ độ 81°52'B. Hòn đảo lớn nhất là Zemlya Georga (Đất George Land) với chiều dài 110 km (68 mi). Đỉnh coa nhất của quần đảo nằm tại Ostrov Viner-Neyshtadt (Đảo Wiener Neustadt) với cao độ 620 m (2.034 ft) trên mực nước biển. Cụm trung tâm của các hòn đảo lớn nằm giữa quần đảo tạo thành một quần thể, gọi là Zichy Land, các đảo được ngăn cách với nhau bằng một eo biển rất hẹp và bị đóng băng hầu hết thời gian trong năm.

### Phân chia địa lý
Hai phân nhóm địa lý chính của Franz Joseph Land  là:
- Zemlya Zichy (Đất Zichy), Một cụm đảo lớn và vững chắc nằm giữa quần đảo và gồm 10 đảo lớn.
- Belaya Zemlya, một nhóm ba hòn đảo ở phía đông bắc tên là Hvidtenland ("Đất Trắng") do Fridtjof Nansen đặt.

### Khí hậu
Vào tháng 1, nhiệt độ thấp trong ngày là khoảng −15 °C (5 °F) và nhiệt độ cao là −10,5 °C (13,1 °F). Vào tháng 7, nhiệt độ thấp nhất trong ngày là 0 °C (32 °F) và nhiệt độ cao là 2,2 °C (36 °F). Nhiệt độ trung bình năm là −12,8 °C (9,0 °F). Tring một giai đoạn 30 năm, nhiệt độ cao nhất từng được ghi nhận là 13 °C (55,4 °F) còn nhiệt độ thấp nhất là −54 °C (−65,2 °F). Mưa xuất hiện quanh năm, song nhiều nhất là vào lúc chuyển mùa và giai đoạn cuối xuân và thu, sương mù xuất hiện nhiều vào cuối mùa hè.

### Hoang dã
Hệ sinh thái của Zemlya Frantsa-Iosifa chịu ảnh hưởng bởi khí hậu khắc nhiệt của nó, song khu vực vẫn có một hệ sinh vật đa dạng. Các loài thú vật bản địa chủ yếu gồm có hải tượng, cáo Bắc Cực, Gấu trắng Bắc Cực và hải cẩu. Các tài liệu lịch sử vào cuối thế kỷ 19 đã cho thấy sự hiện diện của gấu tắng Bắc Cực và hải cẩu. Số gấu trăng Bắc Cực trong vùng, cũng như các phân vùng Bắc Cực khác, có đặc tính di truyền khác biệt. Các loài chim phổ biến bao gồm mòng biển Rissa, hải âu fulmar, và mòng biển. Cá voi trắng thường được phát hiện trong vùng biển. Gạc tuần lộc đã được tìm thấy trên đảo Hooker, cho thấy rằng các bày đàn đã sống tại đây vào khoảng 1.300 năm trước khi khí hậu ấm hơn.